# Chikusei

Chikusei (筑西市 Chikusei-shi?) este un municipiu din Japonia, prefectura Ibaraki.

## Legături externe
Materiale media legate de municipiul Chikusei la Wikimedia Commons
1. ↑   (PDF), Geospatial Information Authority of Japan[*], p. 21 https://www.gsi.go.jp/KOKUJYOHO/MENCHO/backnumber/GSI-menseki20210101.pdf Lipsește sau este vid: |title= (ajutor)